# スカパー・モバイル
株式会社スカパー・モバイルは、スカパーJSATグループに属する、携帯電話やモバイルコンテンツ配信などを行なっていた情報サービス事業者である。

## 沿革
- 2005年6月 スカイパーフェクト・コミュニケーションズ（現・スカパーJSAT、51%）、ACCESS（34%）、Jストリーム（10%）、ナノ・メディア（5%）の4社により株式会社スカパー・モバイル設立
- 2008年1月1日 スカイパーフェクト・コミュニケーションズ、他の出資3社より株式を取得し完全子会社化
- 2010年8月5日 - スカパー・モバイルを解散。

## サービス履歴
- 2005年12月 携帯向けサッカー総合サイト「スカパー!WORLD SOCCER」オープン。
- 2006年2月 携帯向け格闘技総合サイト「スカパー!バトルLIFE！！」オープン。
- 2006年5月 サービスポータルサイト「スカモバ!」オープン。
- 2010年　サービス停止